# Królestwo Afganistanu
Królestwo Afganistanu (pst. د افغانستان واکمنان, prs. پادشاهي افغانستان) – historyczne państwo położone w Azji Środkowej, na terenie obecnego Afganistanu, istniejące w latach 1926–1973.
W 1926 r. emir Amanullah Chan przyjął tytuł króla, ale trzy lata później został obalony przez przeciwników silnej europeizacji kraju. Po kilku miesiącach walk władzę przejął kuzyn obalonego, Mohammad Nader Chan, który koronował się jako Nader Szah. Zaprzestał on polityki reformatorsko-modernizacyjnej swego kuzyna. W związku z walkami klanowymi i tzw. vendettą w 1933 r. został zabity przez nastolatka. Koronę przejął jego syn Mohammad Zaher Szah, który zachował neutralność podczas II wojny światowej, a w 1946 r. wprowadził Afganistan do ONZ. W 1964 r. Afganistan proklamował nową konstytucję, stając się odtąd monarchią konstytucyjną. W 1965 r. odbyły się pierwsze wolne wybory do parlamentu afgańskiego.
Gdy Indie przestały być brytyjską kolonią, władze afgańskie chciały, aby Pasztuni mieszkający na terenach odłączonych od Afganistanu w 1893 r. mogli swobodnie zadecydować o losie swoich terenów. Zaoferowano im jednak tylko wybór między Pakistanem a Indiami. Wybrali to pierwsze. Od 1955 r. Afganistan naciskał na przyznanie pakistańskim Pasztunom autonomii, ale te działania również nie przyniosły efektów i przyczyniły się do długotrwałego kryzysu na linii Afganistan-Pakistan.
Na początku lat 70. susze wywołały poważny kryzys gospodarczy w Afganistanie. Zaher Szah nie potrafił mu sprostać i w lipcu 1973 r. został obalony przez młodych oficerów, którzy proklamowali republikę.